# Crioa
Crioa là một chi bướm đêm thuộc họ Erebidae.

## Các loài
- Crioa acronyctoides Walker, [1858]
- Crioa aroa Bethune-Baker, 1908
- Crioa hades Lower, 1903
- Crioa indistincta Walker, 1865